# William Colby
William Egon Colby (Saint Paul, 4 aprile 1920 – Rock Point, 27 aprile 1996) è stato un agente segreto statunitense, direttore della CIA dal 1973 al 1975.
Negli anni '50 è stato a Roma dove dirigeva attività anti-comuniste per poi spostarsi in Vietnam del Sud (nel periodo 1959 -1962 e poi nel 1968 per seguire il programma Phoenix). In seguito alle polemiche sollevate dal rapporto Pike, Colby viene sostituito a capo della CIA nel 1975 su ordine del presidente degli Stati Uniti Gerald Ford. Muore per un attacco cardiaco mentre era in canoa.